# مبادرات منع العنف الجنسي

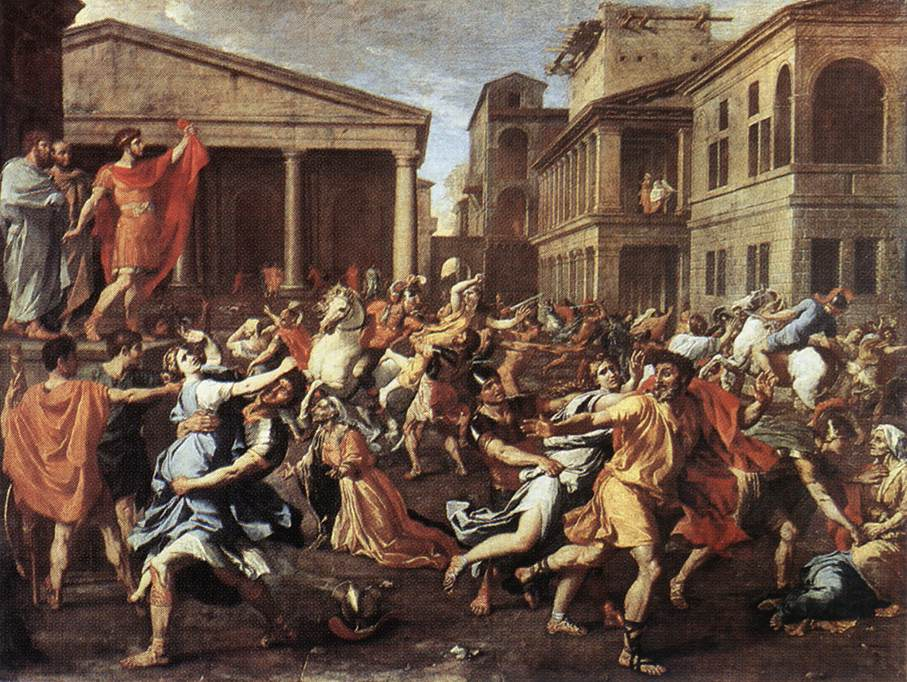

بما أن العنف الجنسي يؤثر على جميع أجزاء المجتمع، فإن الاستجابات التي تنشأ لمكافحته شاملة، وتجرى على المستويات الفردية والإدارية والقانونية والاجتماعية. يمكن تصنيف هذه الاستجابات على النحو التالي:

## مناهج فردية

### الرعاية و الدعم النفسي
تم اثبات أن مبادرات الاستشارة والعلاج ومجموعة الدعم لتكون مفيدة بعد الاعتداء الجنسي، لا سيما وقد توجد عوامل معقدة تتعلق بالعنف نفسه أو عملية التعافي. هناك بعض الأدلة على أن برنامجًا سلوكيًا إدراكيًا قصيرًا يُدار بعد فترة وجيزة من الاعتداء يمكن أن يعجل معدل التحسن في الضرر الناشئ عن الصدمة النفسية. يلوم ضحايا العنف الجنسي أنفسهم في بعض الأحيان على الحادث بعد وقوعه، كما تبين أن معالجة هذا الأمر في العلاج النفسي مهم من أجل التعافي. ولا تعد برامج المشورة والعلاج قصيرة الأجل، بعد أعمال العنف الجنسي، كافية للتعافي الكامل، الأمر الذي يتطلب في كثير من الأحيان مزيداً من التقييم والدعم.
وقد تم تقديم الدعم النفسي الرسمي لأولئك الذين يعانون من العنف الجنسي إلى حد كبير من قبل قطاعات غير حكومية، ولا سيما مراكز أزمات الاغتصاب ومختلف المنظمات الخاصة بالنساء والرجال. حتمًا أن عدد ضحايا العنف الجنسي الذين يحصلون على هذه الخدمات ضئيل. ويتمثل أحد الحلول لتوسيع نطاق الوصول في إنشاء خطوط المساعدة الهاتفية، وخاصة المجانية. فعلى سبيل المثال، أجاب خط المساعدة لإيقاف الاعتداء على المرأة في جنوب أفريقيا على 150,000 مكالمة في الأشهر الخمسة الأولى من العملية. 

### برامج للجناة
هناك عدد قليل من البرامج، خارج نظام العدالة الجنائية، التي تستهدف مرتكبي العنف الجنسي، وتستهدف بوجه عام الرجال المدانين بالاعتداء الجنسي أي اعتداء الذكور على الإناث، والذين يشكلون نسبة كبيرة من القضايا الجنائية للعنف الجنسي. إن الرد المشترك من الرجال الذين يرتكبون العنف الجنسي هو إنكار أنهم يتحملون المسؤولية وأن ما يقومون به عنيف. وتعمل هذه البرامج، التي توجد بشكل أساسي في الدول الصناعية، مع الجناة الذكور لجعلهم يعترفون بالمسؤولية ويُنظر إليهم على أنهم مسؤولون عن أفعالهم. وتتمثل إحدى طرق تحقيق ذلك في البرامج التي تستهدف الذكور من مرتكبي العنف الجنسي للتعاون مع خدمات الدعم للضحايا وكذلك مع حملات ضد العنف الجنسي.